# Туркин, Василий Степанович
Василий Степанович Ту́ркин (30 января 1904 — 15 августа 1968) — советский инженер-строитель.

## Биография
Родился 30 января 1904 года. С начала 1930-х годах работал в Центральном институте промышленных сооружений (ЦНИПС). В 1946—1948 директор Всесоюзного научно-исследовательского института по организации и механизации строительства (ВНИИОМС). В 1948—1954 годах директор ЦНИПС (ЦНИИПС). С 1954 работал в НИИЖБ (Научно-исследовательский, проектно-конструкторский и технологический институт бетона и железобетона).
Кандидат технических наук. Член-корреспондент АСиА СССР (1956—1963).
Жил в Москве по адресу: Фрунзенская набережная, дом 24/1. Умер в Москве 15 августа 1968 года. Урна с прахом в колумбарии Новодевичьего кладбища.

## Премии
- Сталинская премия третьей степени (1951) — за разработку технологии, освоение производства и внедрение в строительство конструктивного ячеистого бетона.

## Публикации
- Туркин B. C. Экспериментально-теоретическое исследование упруго-пластической работы стальных неразрезных балок // Сб. работ ЦНИПС: Расчет металлических конструкций с учетом пластических деформаций. — М.; Л.: Госстройиздат, 1938. — С. 7-79.
- Производство и применение в строительстве крупноразмерных конструкций из ячеистых и других легких бетонов: (Матер. Совещания по ячеистым бетонам) / Под ред. В. С. Туркина. — М., Госстройиздат, 1957. — 148 с.